# خناردرویش
خناردرویش، روستایی است از توابع بخش مرکزی شهرستان قائم‌شهر در استان مازندران ایران.

## جمعیت
این روستا در دهستان نوکندکلا قرار داشته و براساس آخرین سرشماری مرکز آمار ایران که در سال ۱۳٩۵ صورت گرفته، جمعیت آن ٨٤ نفر (۳١خانوار) بوده‌است.